# 빛소리친구들
빛소리친구들은 장애인의 인격과 문화적인 권리를 보호하고, 예술적 잠재력을 가진 장애인을 발굴하여 지속적으로 지원하며, 장애인과 장애인복지시설을 중심으로 예술문화를 확대발전시킴으로써 '차별 없는 문화복지사회' 구현을 목적으로 2006년 8월 14일 설립된 대한민국 문화체육관광부 소관의 사단법인이다. 사무실은 서울특별시 마포구 성산로128 (마포중앙도서관 내) 6층에 있다.

## 대표 사업
- 대한민국장애인국제무용제 KIADA
- 장애인무용전문인교육 MADE
- 문화체육관광부형 예비사회적기업 MAAV
- 장애무용단 LSF DANCE COMPANY
- 장애키즈, 주니어 LSF 아이무용단
- 장애인문화예술 기획 및 컨설팅
- 장애인문화예술 학술연구 및 출판
- 장애인문화예술 국제교류 및 네트워킹